# Acraea alicia
Acraea alicia är en fjärilsart som beskrevs av Grose-smith 1900. Acraea alicia ingår i släktet Acraea och familjen praktfjärilar. Inga underarter finns listade i Catalogue of Life.